# Apache MXNet
Apache MXNet是一个开源深度学习軟體框架，用于训练及部署深度神经网络。MXNet具有可扩展性，允许快速模型训练，并支持灵活的编程模型和多种编程语言（包括C++、Python、Java、Julia、Matlab、JavaScript、Go、R、Scala、Perl和Wolfram语言）。
MXNet库可以扩展到多GPU和多台机器，并可移植。MXNet由公共云提供商亚马逊云计算服务（AWS）和Microsoft Azure支持。亚马逊把MXNet选为AWS的首选深度学习框架。目前，MXNet受到英特尔、Dato、百度、微软、沃尔夫勒姆研究公司以及卡内基·梅隆大学、麻省理工学院、华盛顿大学和香港科技大学等研究机构的支持。

## 特色
Apache MXNet是一个极简、灵活、可扩展的深度学习框架，支持深度学习模型，包括卷积神经网络（CNN）和长短期记忆网络（LSTM）。

### 可扩展性
MXNet分布于动态云基础架构上，使用分布式参数服务器（基于卡内基·梅隆大学、百度和Google），并且可以使用多GPU或多CPU实现近乎线性的扩展。

### 灵活性
MXNet支持命令式和符号式编程，让使用命令式编程的开发者可以更轻松地上手深度学习，还可以更容易地跟踪、调试、保存断点，修改学习率等超参数或执行早停。

### 多编程语言支持
MXNet支持C++用于优化后端，以获得大部分可用的GPU或CPU，以及支持Python、R语言、Scala、Julia、Perl、MATLAB和JavaScript，用于为开发人员提供简单的前端。

### 可移植性
MXNet支持将受过训练的模型高效部署到低端设备，例如移动设备（使用Amalgamation）、物联网设备（使用AWS Greengrass）、无服务器计算（使用AWS Lambda）或容器。这些低端环境只有性能较弱的CPU或有限的内存（RAM），并且应能使用在更高端环境（如基于GPU的集群）上训练的模型。